# 중세 그리스어
중세 그리스어(그리스어: Μεσαιωνική Ελληνική)는 그리스어 발달의 네 번째 단계이다. 기원후 330년, 로마 제국의 수도가 로마에서 콘스탄티노폴리스로 천도될 때부터, 1453년 오스만 제국에 의해 멸망할 때까지 천 년이 넘는 기간 동안의 언어이다. 중세 그리스어는 비잔티움 제국과 시대를 같이 했기 때문에, 이를 비잔티움 그리스어라고도 부른다.

## 같이 보기
- 프랑크인의 지배
- 비잔티움 그리스